# Hans Christian von Brietzke
Hans Christian von Brietzke (* 12. Februar 1705 auf dem Gut Viesen; † 1. Oktober 1783 in Wesel) war ein preußischer Generalleutnant und Chef des Füsilierregiments Nr. 44.

## Leben

### Herkunft
Hans Christian war der Sohn von Buffo Joachim von Brietzke (1654–1733), Erbherr von Viesen und dessen erster Ehefrau Beate Sabine, geborene Basewitsch († 1709).

### Militärkarriere
Brietzke wurde 1720 Fahnenjunker im Infanterieregiment „Varenne“. Im Jahr 1723 wurde er Fähnrich im Infanterieregiment „Bardeleben“, 1728 Sekondeleutnant und 1738 Premierleutnant. Im Schlesischen Krieg wurde er am 24. Juli 1743 Stabskapitän und 1745 wirklicher Kapitän. Am 27. April 1755 wurde er zum Major, 1758 zum Oberstleutnant und am 8. Februar 1760 zum Oberst befördert.
Nach dem Siebenjährigen Krieg erhielt er das Füsilierregiments „Grant“. Am 20. Mai 1766 erhielt er die Ernennung zum Generalmajor und 1778 auch die zum Generalleutnant. Im Jahr 1779 wurde er mit einer Pension von 1200 Talern entlassen.
Er kämpfte in den Schlachten von Chotusitz, Hohenfriedberg, Soor, Prag, Kolin (am Fuß verletzt), Breslau, Belagerung von Dresden (Arm zerschossen) und bei der Belagerung von Schweidnitz (an der Hüfte verletzt).

### Familie
Brietzke war seit 1747 mit Eleonora Gottliebe von Rabenau verheiratet, mit der er zwei Kinder hatte, darunter:
- Beate Charlotte Elisabeth Johanne (1749–1820) ⚭ 1770 (Scheidung 1771 wg. Irrsinn) Dietrich Christoph von Radecke (1732–1799)